# Джудіт Монтефіоре
Джудіт, Леді Монтефіоре (англ. Judith Montefiore; також Єгудіт (івр. יהודית מונטיפיורי); уроджена Барент Коен (англ. Barent Cohen); 20 лютого 1784 — 24 вересня 1862) — британська мовознавиця, музикантка, письменниця-мандрівниця і філантропка. Авторка першої єврейської кулінарної книги, написаної англійською мовою.

## Ранні роки
Джудіт Барент Коен, четверта дочка Леві Барента Коена та Лідії Діамантшлейфер, народилася 20 лютого 1784 року в Лондоні. Леві був багатим євреєм-ашкеназі.

## Шлюб і кар'єра
Джудіт вийшла заміж за сера Мозеса Монтефіоре 10 червня 1812 року. Шлюби між сефардами та ашкеназі не схвалювалися португальською синагогою; але Мозес вважав, що ці кастові упередження завдають шкоди найкращим інтересам юдаїзму, і хотів їх скасувати. Цей шлюб допоміг створити союз англійських євреїв. Після одруження вони оселилися у будинку у Нью-Корт, Сент-Світінс-лейн, по сусідству з Натаном Маєром Ротшильдом, який прожив там 13 років. Ймовірно, що це був Натан Маєр Ротшильд, засновник банківської родини Ротшильдів в Англії, за якого одна з її сестер, Ханна (1783—1850), вийшла заміж у 1806 році.
Завзята мандрівниця, Джудіт помічала біду й страждання навколо себе, особливо в «єврейських кварталах» міст, які відвідала у мандрах, і завжди мала напоготові якийсь план дій, щоб полегшити їх. З її приватних друкованих журналів видно, що вона була освідчена та з манерами, з сильним релігійним духом, вірна вченню та обрядам єврейської віри, але одночасно визнавала тих, хто дотримується інших вірувань. Джудіт швидко обурювалася через будь-яке приниження чи образу, нанесену її релігії чи народу.
Її розсудливість і розум вплинули на всі починання її чоловіка, і коли він пішов у відставку, управління його статками в благодійних справах здебільшого було на ній. Леді Монтефіоре супроводжувала чоловіка в усіх його закордонних місіях до 1859 року, була благодійним генієм його пам'ятних експедицій на Святу землю, у Дамаск, Санкт-Петербург і Рим. Відзначалася мовними здібностями. Під час подорожі до Російської імперії 1846 року вона невтомно намагалася полегшити нещастя, які бачила навколо себе. Дружина і дочка російського губернатора відвідали її з урочистим візитом і висловили захоплення, яке вона викликала у всіх класів. Її симпатії були значно розширені подорожами; два журнали деяких із цих подорожей вона опублікувала анонімно. Саме в цей період Монтефіоре написала і опублікувала першу єврейську кулінарну книгу англійською мовою «Єврейський посібник» (англ. The Jewish Manual).

## Пізніші роки, смерть і вшанування
Протягом декількох років її здоров'я було настільки поганим, що вони проводили більшу частину свого часу в Європі в надії його покращити, але вона нарешті стала занадто слабкою, щоб подорожувати, і останні роки життя проводила в Лондоні й Рамсгейті. За кілька місяців до її смерті пара відсвяткувала золоту річницю весілля, на цей же період припало часткове відновлення здоров'я Джудіт.
24 вересня 1862 року, обмінявшись благословеннями зі своїм чоловіком, вона померла.
Сер Мозес заснував на її честь коледж Джудіт Леді Монтефіоре в Рамсгейті.

## Виноски
1. ↑  Deutsche Nationalbibliothek Record #101219955X // Gemeinsame Normdatei — 2012—2016.
2. ↑  Oxford Dictionary of National Biography / C. Matthew — Oxford: OUP, 2004.
3. 1 2 3 4  Чеська національна авторитетна база даних
4. 1 2  Lundy D. R. The Peerage
5. ↑  Taylor, 1813, с. 335.
6. ↑  Montefiore та Montefiore, 1890, с. 349.
7. 1 2  Step, 1885, с. 11.
8. 1 2  Singer та Adler, 1912, с. 667.
9. 1 2  Step, 1885, с. 72.
10. ↑  The Jewish Manual. Архів оригіналу за 19 лютого 2022. Процитовано 6 квітня 2022.
11. ↑  Brown, Susan (ред.). Charlotte Montefiore. medusa.arts.ualberta.ca. Процитовано 5 липня 2018.{{cite web}}:  Обслуговування CS1: Сторінки з параметром url-status, але без параметра archive-url (посилання)
12. ↑  Judith Montefiore. Jewish Women's Archive. Архів оригіналу за 20 серпня 2016. Процитовано 12 січня 2017.
13. ↑  College history. The Montefiore Endowment. Архів оригіналу за 20 грудня 2016. Процитовано 15 грудня 2016.
14. ↑  Singer та Adler, 1912, с. 668.